# Глицидол
Глицидол (2,3-эпоксипропанол) — органическое соединение, которое содержит эпоксидные и спиртовые функциональные группы. Представляет собой прозрачную бесцветную жидкость.
Глицидол получают двумя способами:
- эпоксидированием аллилового спирта пероксидом водорода и катализатором (вольфрам или ванадий);
- с помощью реакции эпихлоргидрина с едким натром.

## Применение
До 1978 года глицидол использовали только в исследовательских целях. В 1978 году глицидол начали использовать в фармацевтической промышленности в качестве промежуточного звена для производства глицерина, глицидиловых эфиров и сложных эфиров, а также в качестве стерилизующего агента.
Также глицидол используют в качестве стабилизатора для виниловых полимеров, а также в качестве деэмульгатора.

## Воздействие на здоровье
Поскольку глицидол используют в ряде промышленных производств, работники предприятий потенциально подвергаются его воздействию. Глицидол может попасть в организм посредством вдыхания, попадания на кожу, слизистую глаз или рта.
Управление по охране труда и здоровья США (OSHA) установило допустимый предел воздействия глицидола — 50 миллионных долей в течение восьмичасовой рабочей смены.
Национальный институт по охране труда и здоровья (NIOSH) устанавливает ограничение — 25 миллионных долей в течение восьмичасовой рабочей смены.
В РФ глицидол также включен в список канцерогенных факторов на производстве на основании СанПиН «Канцерогенные факторы и основные требования к профилактике канцерогенной опасности».
Перечень охватывает производственные процессы, которые подразумевают возможный контакт с глицидолом при переработке и обращении с ним — вдыхание, попадание через слизистую глаз и рта, кожу. В список входят деревообрабатывающее и мебельное производство, производство чугуна и стали, производство резины и другие процессы. Пищевая промышленность не входит в перечень, поскольку не подразумевает контакта с веществом.
В 2000 г. Международное агентство по изучению рака (IARC) включило глицидол в группу веществ, «вероятно канцерогенных для человека» — 2А. Отнесение глицидола к этой категории основано на наличии ограниченного объема фактических данных, полученных по итогам эпидемиологических исследований, которые указывают на связь между глицидолом и развитием рака, а также убедительных механистических данных. Формулировка «существует ограниченный объем фактических данных» означает, что была отмечена положительная связь между подверженностью воздействию какого-либо фактора и возникновением ракового заболевания, однако полностью исключать какое-либо другое объяснение (случайность, искажение или ошибка) нельзя.
Исследования на грызунах показали, что глицидол вызывает раздражение глаз, дыхательных путей и легких. Метаболизм глицидиловых эфиров у грызунов и людей значительно различается, в связи с этим влияние на здоровье неравнозначно.
Высказывалась гипотеза о том, что глицидол может высвобождаться из глицидиловых эфиров, которые содержатся в рафинированных растительных маслах: оливковом, подсолнечном, соевом, пальмовом, рапсовом и прочих.
Реакция, в ходе которой глицидиловые эфиры преобразовывались в свободный глицидол, наблюдалась у крыс, у других животных гидролиз наблюдался, но в меньшей степени, что связано с различиями в метаболизме. В настоящее время не существует исследований, которые подтверждают наличие подобной реакции среди людей.
В связи с тем, что научные данные не подтвердили наличие распада глицидиловых эфиров до глицидола в организме человека, в большинстве стран мира не нормируется содержание этих компонентов.
На текущий момент нормативы введены только в Евросоюзе.
В Европейском союзе утвержден Регламент Комиссии (ЕС) № 1881/2006 от 19 декабря 2006г. «Установление максимальных уровней для определения загрязняющих веществ в пищевых продуктах», в котором определен перечень контаминантов пищевой продукции и установлены к ним нормативы. В 2018 году Европейской комиссией принято изменение в указанный регламент в части нормирования содержания глицидиловых эфиров жирных кислот (в пересчете на глицидол) в следующих видах продукции:
- для растительных масел и жиров, предназначенных для непосредственного употребления в пищу и для использования в качестве ингредиента в пищевых продуктах, – не более 1,0 мг/кг;
- для растительных масел, предназначенных для производства детского питания и продуктов на основе обработанных злаков, – не более 0,5 мг/кг;
- для детских смесей жидких и сухих – не более 0,01 мг/кг и 0,006 мг/кг.
Подготовка к введению стандарта заняла более 10 лет. В течение 10 лет происходил переход на новые технологии производства растительных масел со сниженным количеством глицидиловых эфиров, ученые разрабатывали методики их определения в продуктах, создавался пул аккредитованных лаборатории для исследований. В течение всего периода производители масложировой продукции находились в рабочем контакте с законодательными и научными организациями Европейского Союза, что позволило им оценить ситуацию на каждом конкретном производстве, приобрести необходимое для проведения измерений оборудование и поставить методы определения как в лабораториях производителей, так и в независимых лабораториях, после чего производители стали предпринимать меры по снижению уровня содержания глицидиловых эфиров в готовой продукции.
В Российской Федерации не установлены нормативы по содержанию глицидиловых эфиров в пищевой промышленности. В настоящее время доработанная редакция проекта изменений № 2 в технический регламент Таможенного союза «Технический регламент на масложировую продукцию» (ТР ТС 024/2011) прошла стадию публичного обсуждения, метрологическую экспертизу и рассмотрение рабочей группой под руководством МСХ РФ. Следующий этап – внутригосударственное согласование Правительствами государств-членов Евразийского экономического союза.  
На сегодняшний день в России действуют следующие методики измерения количества глицидиловых эфиров в продуктах:
·        ГОСТ ISO 18363-1-2020 Жиры и масла животные и растительные. Определение содержания сложных эфиров жирных кислот монохлорпропандиолов (МХПД) и глицидола с применением ГХ/МС. Часть 1. Метод с использованием быстрой щелочной переэтерификации и измерения содержания 3-МХПД и дифференциальное измерение содержание глицидола.
·        ГОСТ ISO 18363-2-2020 Жиры и масла животные и растительные. Определение содержания сложных эфиров жирных кислот монохлопропандиолов (МХПД) и глицидола с применением ГХ/МС. Часть 2. Метод с использованием медленной щелочной переэтерификации и измерения содержания 2-МХПД, 3-МХПД и глицидола.
·        ГОСТ ISO 18363-3-2020 Жиры и масла животные и растительные. Определение содержания сложных эфиров жирных кислот монохлорпропандиолов (МХПД) и глицидола с применением ГХ/МС. Часть 3. Метод с использованием кислотной переэтерификации и измерение содержания 2-МХПД, 3-МХПД и глицидола.
На текущий момент в РФ существуют лаборатории, аккредитованные на проведение анализа по содержанию глицидиловых эфиров жирных кислот.
По данным издания «Коммерсантъ» крупные отечественные переработчики пищевых масел в течение 2 лет добровольно провели модернизацию производства и внедрили эффективные меры по снижению рисков, что позволило снизить уровень глицидиловых эфиров в растительных маслах и жирах в соответствии с европейскими стандартами.